# Sandy West
Sandy West (10. červenec 1959 Long Beach, Kalifornie, Spojené státy – 21. říjen 2006) byla americká rocková zpěvačka a skladatelka. Byla jednou ze zakládajících členů skupiny The Runaways. Když jí bylo 9 let, dědeček ji koupil bicí soupravu.